# 西园镇
西园乡，是中华人民共和国福建省龙岩市漳平市下辖的一个乡。

## 行政区划
西园乡下辖以下地区：
卓宅村、遂林村、进庄村、基泰村、钟秀村、可人头村、西园村、丁坂村和前洋坪村。

## 交通
南龙铁路：漳平西站。